# FC Germania Metternich
Pour les articles homonymes, voir Metternich (homonymie).
Maillots
Dernière mise à jour : 4 avril 2011.
Le FC Germania Metternich est un club allemand de football localisé dans le district de Metternich à Coblence en Rhénanie-Palatinat.
Dès janvier 2012, ce club s’apprête à fêter son centenaire avec faste (voir site web).

## Histoire (football)
Le club fut fondé le 10 avril 1912. Il resta dans l’anonymat des ligues inférieures jusqu’au terme de la Seconde Guerre mondiale.
Dissous par les Alliés, comme tous les clubs et associations allemands, en 1945 (voir Directive n°23), le club fut rapidement reconstitué.
En terminant 2e du tour final derrière le FC 08 Homburg, le club accéda à la 2. Oberliga Südwest, une ligue située au 2e niveau de la hiérarchie. Il fut relégué après une seule saison.
Le FC Germania remonta en 1960 et assura son maintien jusqu’à la dissolution de la 2. Oberliga Südwest en 1963. N’étant pas classé en ordre utile, il ne fut pas qualifié pour la nouvelle Regionalliga Südwest et retourna en Amateurliga.
En 1964, le club remporta le tour final et remonta au 2e niveau, mais à la suite d'une 18e et dernière place, il redescendit l’année suivante. En 1966, le cercle effectua encore un nouvel aller/retour vers la Regionalliga.
En 2000, le FC Germania Metternich monta en Oberliga Südwest, une ligue située à ce moment au 4e niveau de la hiérarchie. Il fut immédiatement relégué.
En 2010-2011, le FC Germania Metternich évolue en Bezirksliga Rheinland (Groupe Mitte), soit au 7e niveau de la hiérarchie de la DFB.